# Лукашівська сільська рада (Золотоніський район)
Лукаші́вська сільська́ ра́да — колишня адміністративно-територіальна одиниця та орган місцевого самоврядування в Золотоніському районі Черкаської області. Адміністративний центр — село Лукашівка.

## Загальні відомості
- Населення ради: 1 134 особи (станом на 2001 рік)

## Населені пункти
Сільській раді підпорядковані населені пункти:
- с. Лукашівка
- с. Хрущівка

## Склад ради
Рада складалася з 16 депутатів та голови.
- Голова ради: Коршунов Микола Васильович

### Керівний склад попередніх скликань
| Прізвище, ім'я, по батькові | Основні відомості                                                         | Дата обрання | Дата звільнення |
| --------------------------- | ------------------------------------------------------------------------- | ------------ | --------------- |
| Дробот Ілля Миколайович     | Сільський голова, 1963 року народження                                    | 26.03.2006   | 31.10.2010      |
| Коршунов Микола Васильович  | Сільський голова, 1987 року народження, освіта вища, член Партії регіонів | 31.10.2010   |                 |

Примітка: таблиця складена за даними сайту Верховної Ради України

### Депутати
За результатами місцевих виборів 2010 року депутатами ради стали:

#### За суб'єктами висування
| Суб'єкт висування | Кількість обраних депутатів | %    |
| ----------------- | --------------------------- | ---- |
| Самовисування     | 15                          | 93,8 |
| Партія регіонів   | 1                           | 6,3  |

#### За округами
| № округу        | Прізвище, ім'я, по батькові       | Дата визнання обраним | Освіта             | Партійна приналежність | Відомості про обраного депутата                                                |
| --------------- | --------------------------------- | --------------------- | ------------------ | ---------------------- | ------------------------------------------------------------------------------ |
| Партія регіонів |                                   |                       |                    |                        |                                                                                |
| 8               | Кестеля Андрій Васильович         | 04.11.2010            | середня спеціальна | член Партії регіонів   | Хрущівська БК, директор                                                        |
| Самовисування   |                                   |                       |                    |                        |                                                                                |
| 1               | Панасенко Василь Михайлович       | 04.11.2010            | вища               | позапартійний          | Лукашівська дільнична лікарня, головний лікар                                  |
| 2               | Шевченко Микола Григорович        | 04.11.2010            | вища               | позапартійний          | СТОВ «Перемога», заступник директора                                           |
| 3               | Троценко Людмила Констянтинівна   | 04.11.2010            | середня спеціальна | позапартійна           | ВАТ «Пальміра», заливальник м'якої тари                                        |
| 4               | Харченко Сергій Олександрович     | 04.11.2010            | вища               | позапартійний          | ФГ «Мрія», юрист                                                               |
| 5               | Баранник Михайло Федорович        | 04.11.2010            | вища               | позапартійний          | ОВС УМВС в Черкаській області, заступник начальника служби внутрішньої безпеки |
| 6               | Іщенко Наталія Миколаївна         | 04.11.2010            | вища               | позапартійна           | СТОВ «Перемога», зам.головного бухгалтера                                      |
| 7               | Крижня Євгеній Вікторович         | 04.11.2010            | вища               | позапартійний          | тимчасово не працює                                                            |
| 9               | Голуб Людмила Леонідівна          | 04.11.2010            | середня спеціальна | позапартійна           | СТОВ «Перемога», бухгалтер                                                     |
| 10              | Коршунов Василь Юрійович          | 04.11.2010            | середня            | позапартійний          | тимчасово не працює                                                            |
| 11              | Матвієнко Людмила Федорівна       | 04.11.2010            | вища               | позапартійна           | СТОВ «Перемога», головний бухгалтер                                            |
| 12              | Сокирка Василь Павлович           | 04.11.2010            | середня спеціальна | позапартійний          | СТОВ «Перемога», механік                                                       |
| 13              | Скорик Аліна Миколаївна           | 04.11.2010            | середня спеціальна | позапартійна           | ФГ «Мрія», бухгалтер                                                           |
| 14              | Кравченко Олександр Олександрович | 04.11.2010            | вища               | позапартійний          | Ресторан м. Черкаси, бармен-касир                                              |
| 15              | Бойко Ірина Миколаївна            | 04.11.2010            | середня спеціальна | позапартійна           | ФГ «Мрія», секретар                                                            |
| 16              | Чурута Іван Михайлович            | 04.11.2010            | незакінчена вища   | позапартійний          | студент                                                                        |

## Природно-заповідний фонд
На землях сільради розташовано орнітологічний заказник місцевого значення «Стави».